# David Ermini
David Ermini (Figline Valdarno, 1º novembre 1959) è un ex politico e avvocato italiano, vicepresidente del Consiglio Superiore della Magistratura dal 27 settembre 2018 al 21 gennaio 2023.

## Biografia
Proveniente da una famiglia di avvocati, in gioventù è stato giornalista pubblicista. Scriveva su giornali parrocchiali. È sposato e ha due figli.
Si diploma al liceo classico di Figline Valdarno, dove è stato compagno di scuola dell'allenatore di calcio Maurizio Sarri. Dopo la laurea in Giurisprudenza presso l'Università degli Studi di Firenze, con una tesi sul diritto di voto dei cittadini italiani residenti all'estero, esercita la professione di avvocato penalista, con uno studio situato a Figline Valdarno.
Ha anche svolto funzioni di magistrato onorario presso il tribunale di Firenze e ha fatto il giudice sportivo per la Federazione italiana gioco calcio.

### Attività politica

#### Nella provincia di Firenze
È stato consigliere comunale a Figline Valdarno tra il 1980 ed il 1985 e tra il 2001 e il 2006.
È stato capogruppo della Margherita in Provincia a Firenze durante la presidenza di Matteo Renzi tra il 2004 e il 2009.
È stato presidente del consiglio provinciale di Firenze tra il 2009 e il 2013.

#### Elezione a deputato
Alle elezioni politiche del 2013 viene eletto deputato della XVII legislatura della Repubblica Italiana nella circoscrizione XII Toscana per il Partito Democratico.
Il 16 settembre 2014 viene nominato Responsabile nazionale con delega alla Giustizia del PD dal segretario Matteo Renzi, riconfermato nella successiva seconda segreteria di Renzi.
Il 31 luglio 2015 viene nominato Commissario regionale del PD Liguria con il compito di svolgere le funzioni proprie del Segretario regionale sino all'elezione del nuovo Segretario. Il 18 marzo 2017 lascia il posto al nuovo eletto Vito Vattuone.
Alle elezioni politiche del 2018 viene rieletto deputato nella medesima circoscrizione.

### Vicepresidente del CSM e sviluppi successivi
Il 19 luglio 2018 viene eletto dal Parlamento in seduta comune membro laico del Consiglio Superiore della Magistratura; per tale motivo il successivo 25 settembre si dimette per incompatibilità dalla carica di deputato, gli subentrerà Umberto Buratti.
Il 27 settembre viene eletto vicepresidente del Consiglio Superiore della Magistratura, succedendo all'ex compagno di partito Giovanni Legnini, e si autosospende dal Partito Democratico.
Nel luglio del 2024 suscita polemiche il suo nuovo incarico da presidente della Spininvest, holding di Aldo Spinelli, per cui lascia la direzione nazionale del Partito Democratico.